# Bitola

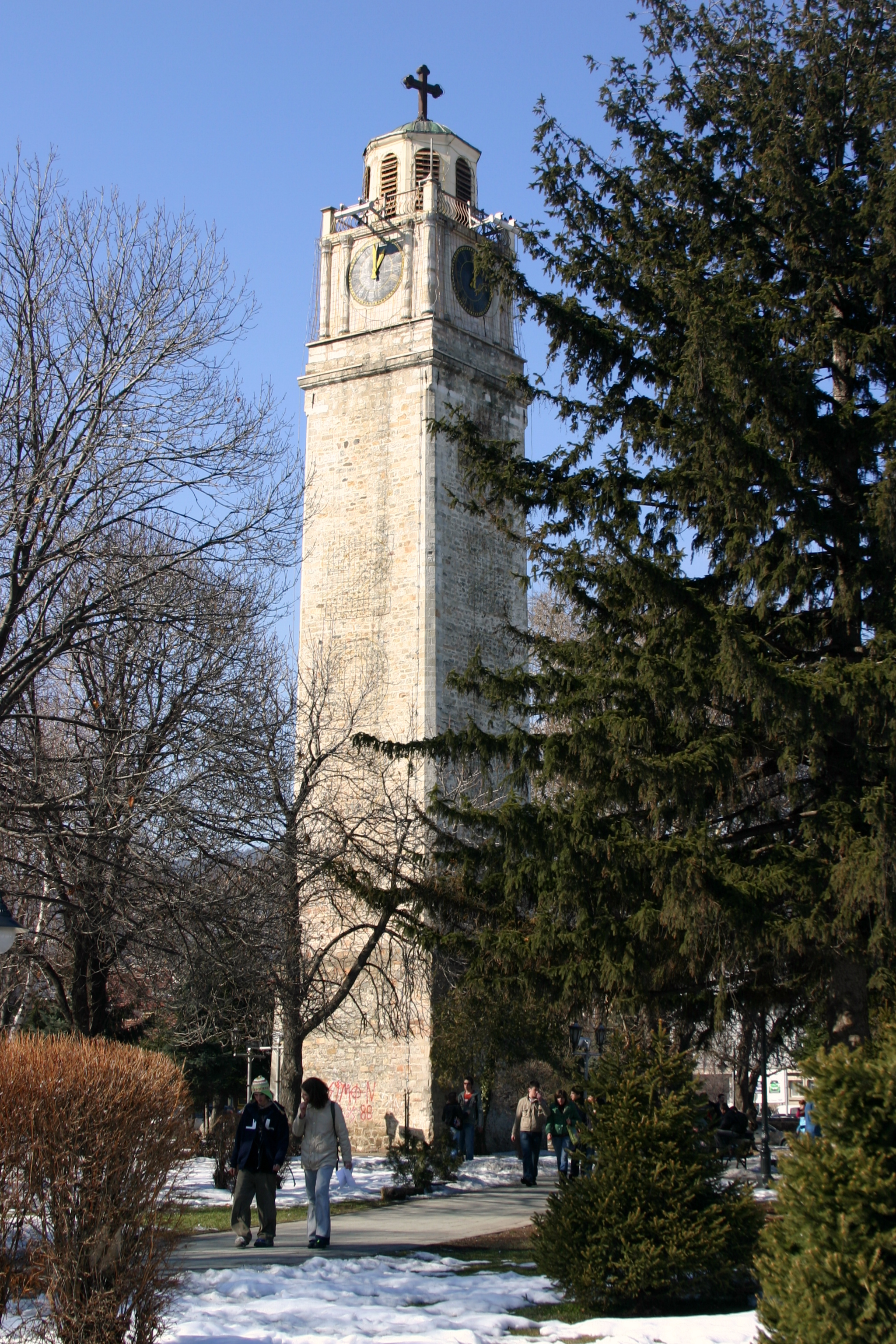
De klokkentoren van Bitola

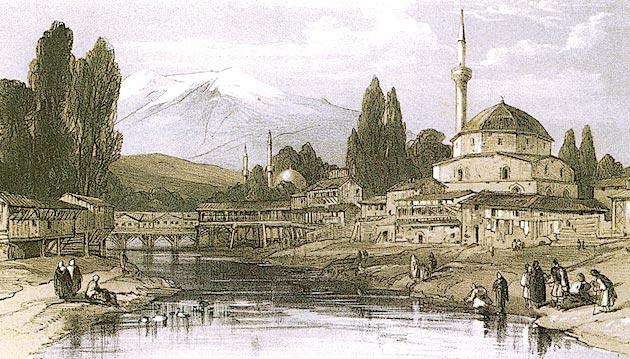
Een 19de-eeuwse schets van Bitola

Bitola (Macedonisch: Битола; Albanees: Manastir, bepaalde vorm Manastiri; Turks: Manastır; Aroemeens: Bitolia; Grieks: Μοναστήρι, Monastiri) is een stad en gemeente in het zuiden van Noord-Macedonië. De stad ligt in de Pelagonische Vlakte op ongeveer 600 meter boven zeeniveau aan de voet van de Pelister, een 2610 m hoge berg. De gemeente heeft 95.385 inwoners (2002) en is daarmee de derde van het land. De universiteit van Bitola was de tweede van Noord-Macedonië en is genoemd naar de heilige Clemens van Ohrid. In Bitola bevindt zich het oudste theater van Noord-Macedonië.

## Geschiedenis
Bitola stond in de oudheid bekend als Heraclea Lyncestis, een belangrijke nederzetting die werd gesticht door Philippus II van Macedonië. In 148 v Chr. werd deze door de Romeinen veroverd. Later werd de stad door Slavische volkeren bewoond en in 1395 overmeesterd door het Ottomaanse Rijk dat er een belangrijk militair en commercieel centrum van maakte. De stad werd in de 19de eeuw de hoofdplaats van een vilajet. De Ottomaanse militaire hogeschool had Kemal Atatürk als leerling.
In 1903 was Bitola een van de centra van de Ilindenopstand van de Macedoniërs tegen de Ottomanen. Na de Tweede Balkanoorlog (1913) kwam Bitola met de rest van de huidige republiek Macedonië aan Servië.

## Bevolking en cultuur
Bitola telde in 2002 95.385 inwoners. De voornaamste bevolkingsgroepen in de stad zijn de Macedoniërs (84.616, volkstelling 2002), de Albanezen (4164), de Roma (2613), de Turken (1610) en de Vlachen (1270).
Voor de Albanezen is Bitola van belang als de plaats waar in 1908 de spelling van de Albanese taal werd vastgelegd.
Uit de Vlachse gemeenschap kwamen de gebroeders Manaki voort, filmpioniers die zich in 1905 in Bitola vestigden. Ter ere van hen vindt in de stad het jaarlijkse Manaki-filmfestival plaats.

## Stadsbeeld
Symbool van de stad is de klokkentoren (Saat Kula), een 30 meter hoge vierkante toren, waarvan de ouderdom niet bekend is: 16de-eeuwse bronnen maken melding van een dergelijke toren, maar of het de huidige is, is onzeker. Aan de Ottomaanse tijd herinnert ook de bezisten (een overdekte markt) en een aantal moskeeën, waarvan de Ajdar Kadimoskee is ontworpen door de beroemde 16de-eeuwse architect Sinan.

## Omgeving
Direct ten westen van Bitola bevinden zich de resten van het antieke Heraclea Lyncestis.
Verder naar het westen ligt de berg Pelister (2610 m), die deel uitmaakt van het Babagebergte. Het is zowel een skigebied als onderdeel van het in 1948 ingestelde Nationale Park Pelister, het oudste nationale park van Noord-Macedonië.

## Sport
FK Pelister is de belangrijkste voetbalclub van Bitola en won in 2001 en 2017 de Macedonische voetbalbeker.

## Geboren
- Nexhmije Hoxha (1921), voormalig Albanees politica en weduwe van Enver Hoxha
- Dragan Kanatlarovski (1960), Macedonisch voetballer en voetbalcoach
- Mitko Stojkovski (1972), Macedonisch voetballer
- Tomislav Pačovski (1982), Macedonisch voetballer

## Gestorven
- Wibald, abt van Stavelot in de 12e eeuw